# Bitwa pod Urcos
Bitwa pod Urcos – starcie zbrojne, które miało miejsce w 1537 roku pomiędzy wojskami Diego de Almagra a armią Inki Manco podczas hiszpańskiego podboju Peru.

## Wstęp
W 1536 roku wybuchło powstanie Inków przeciwko hiszpańskim konkwistadorom. Manco Inca zebrał armie i chciał zdobyć Cuzco, najważniejsze miasto w starym imperium inkaskim zajęte przez wojska Hernanda Pizzara. Rozpoczął pięciomiesięczne oblężenie. Gdy armia inkaska nie zdołała zdobyć miasta wycofała się do twierdzy Ollantaytambo, pozostawiając pod murami jedynie część swoich wojsk. W 1537 roku pod Cuzco przybył z pięciuset żołnierzami Diego de Almagro, dawny towarzysz a następnie przeciwnik Pizzara. Almagro, posiadając patent królewski przyznający mu nowe uprawnienia i jurysdykcje, rościł sobie prawo do Cuzco. Dowiedziawszy się o powstaniu Inków, pragnął spotkać się z Manco, który wyznaczył spotkanie w dolinie Yucay w pobliżu Urcos. Pizarro widząc wojska hiszpańskie wyruszył z małym oddziałem w ich stronę, lecz dowiedziawszy się o roszczeniach Almagro postanowił stawić mu opór.

## Bitwa
Zwiadowcy Manco Inca widząc żołnierzy dwóch zwaśnionych stron, nabrali podejrzeń co do ewentualnego spisku Hiszpanów przeciwko ich władcy. Manco postanowił natychmiast zareagować i wysłał 15 tysięczną armię przeciwko żołnierzom Almagra. Wojska spotkały się pod Urcos i rozpoczęła się ponad godzinna bitwa, w wyniku której Hiszpanie stracili jednego konia, a powstańcy wielu zabitych. Wojsko Manca zostało rozbite i zmuszone do ucieczki. Według Rudolfa Noconia: 

W ten sposób zakończyło się jedyne zorganizowane powstanie Inków przeciwko białym najeźdźcom.

## Po bitwie
Manco Inca po klęsce opuścił Ollantaytambo i wycofał się w góry. Już nigdy Inkowie nie stoczyli bitwy w takiej sile wojsk jak pod Urcos. Przez kilka kolejnych lat, aż do śmierci władcy, wojska Manco prowadziły działania partyzanckie przeciwko Hiszpanom zakończone zupełnym rozbiciem przez Gonzalo Pizarra.